# David I da Escócia
David I (Gaélico escocês: Dabíd mac Maíl Choluim; 1084 – 24 de maio de 1153) foi o Rei da Escócia de 1124 até sua morte. Também foi Príncipe dos Cúmbrios entre 1113 e 1124 e também Conde de Northampton e Huntington. Era o filho mais velho do rei Malcolm III e de Margarida da Escócia. David passou os primeiros anos de sua vida na Escócia, porém foi forçado a ir para o exílio em 1093 por seu tio Donaldo III. Ele tornou-se parte da corte do rei Henrique I de Inglaterra por volta de 1100, onde foi influenciado pela cultura normanda e anglo-francesa.
Quando seu irmão Alexandre I morreu em 1124, David escolheu, com o apoio de Henrique, tomar o Reino da Escócia para si. Ele foi forçado a entrar em conflito com seu sobrinho Malcolm, filho de Alexandre. Derrotá-lo demorou aparentemente dez anos, uma disputa que também acabou por destruir Óengus de Moray. A vitória de David permitiu a expansão de controle para partes mais distantes de seu reino. Depois da morte de Henrique, ele apoiou a reivindicação da filha do rei e sua sobrinha, Matilde de Inglaterra, ao trono inglês. No processo, ele acabou entrando em conflito com o rei Estêvão e acabou conseguindo expandir seu poder para o norte da Inglaterra, mesmo tendo sendo derrotado na Batalha de Standard em 1138.
O termo "Revolução Davidiana" é usado por muitos historiadores para resumir os eventos que ocorreram na Escócia durante seu reinado. Eles incluíram a fundação de Burghs, a implementação de ideiais da reforma gregoriana, a fundação de mosteiros, normanização do governo escocês e a introdução do feudalismo através da imigração de cavaleiros franceses e ingleses.